# Eudokia Makrembolitissa
Eudokia Makrembolitissa (grekiska: Εὐδοκία Μακρεμβολίτισσα) , född 1021, död 1096, var en bysantinsk kejsarinna, gift med kejsarna Konstantin X och Romanos IV. Hon var regent i Bysans som förmyndare för Mikael VII, Konstantinos och Andronikos Doukas 1067-68 och 1071-72.  

## Biografi
Eudokia gifte sig med Konstantin X före år 1050, då äktenskapet är bekräftat. Hon fick sju barn under sitt första äktenskap. Konstantin blev kejsare år 1059, och hon kröntes till augusta, kejsarinna.

### Regent
Vid Konstantins död 1067 bekräftades hon som krönt kejsarinna som förmyndare för sina  söner Mikael VII och Konstantinos och därmed som regent i det bysantinska riket så länge de var omyndiga. Mikael VII hade i själva verket uppnått myndig ålder, men förklarades ändå som medkejsare till sin omyndige bror Konstantinos, och Eudokia som deras gemensamma regent så länge de båda två var myndiga; hon delade regentskapet med sin före detta svåger, Caesar Johannes Doukas. Eudokia svor vid Konstantins dödsbädd att aldrig gifta om sig och fängslade Romanos Diogenes, som misstänktes för att vilja erövra tronen. 
Den 1 januari 1068, mot Mikael VII:s, Caesar Johannes Doukas' och patriarken Johannes Xiphilinos' vilja, gifte hon sig med Romanos Diogenes och utropade honom till sina söners medkejsare under namnet Romanos IV. Hon fick ytterligare två barn under sitt andra äktenskap. Med Romanos' kunskaper som militär lyckades hon avvärja en invasion av seldjukerna, och han utnämnde även ytterligare en av hennes söner, Andronikos Doukas, till medkejsare. Romanos var dock självtillräcklig och utestängde henne från makten och fråntog henne makten som regent, och när han tillfångatogs av seldjukerna 1071 återtog Eudokia makten tillsammans med Mikael. 

### Senare liv
1072 återvände dock Romanos till Konstantinopel. Han blev då tillfångatagen och avsatt, och Johannes Doukas tvingade då med stöd från Väringagardet Eudokia att avgå från regentskapet och dra sig tillbaka till ett kloster. När hennes son hade blivit avsatt 1078 och Nikephoros III tagit makten erbjöd han henne äktenskap, men på grund av Johannes Doukas' motstånd fullföljdes inte planerna. Eudokia var fortfarande vid liv vid Alexios Komnenos' maktövertagande 1081.
Eudokia var bildad och sammanställde ett uppslagsverk över historia och grekisk mytologi som dedicerades till hennes andre make Romanos Diogenes.

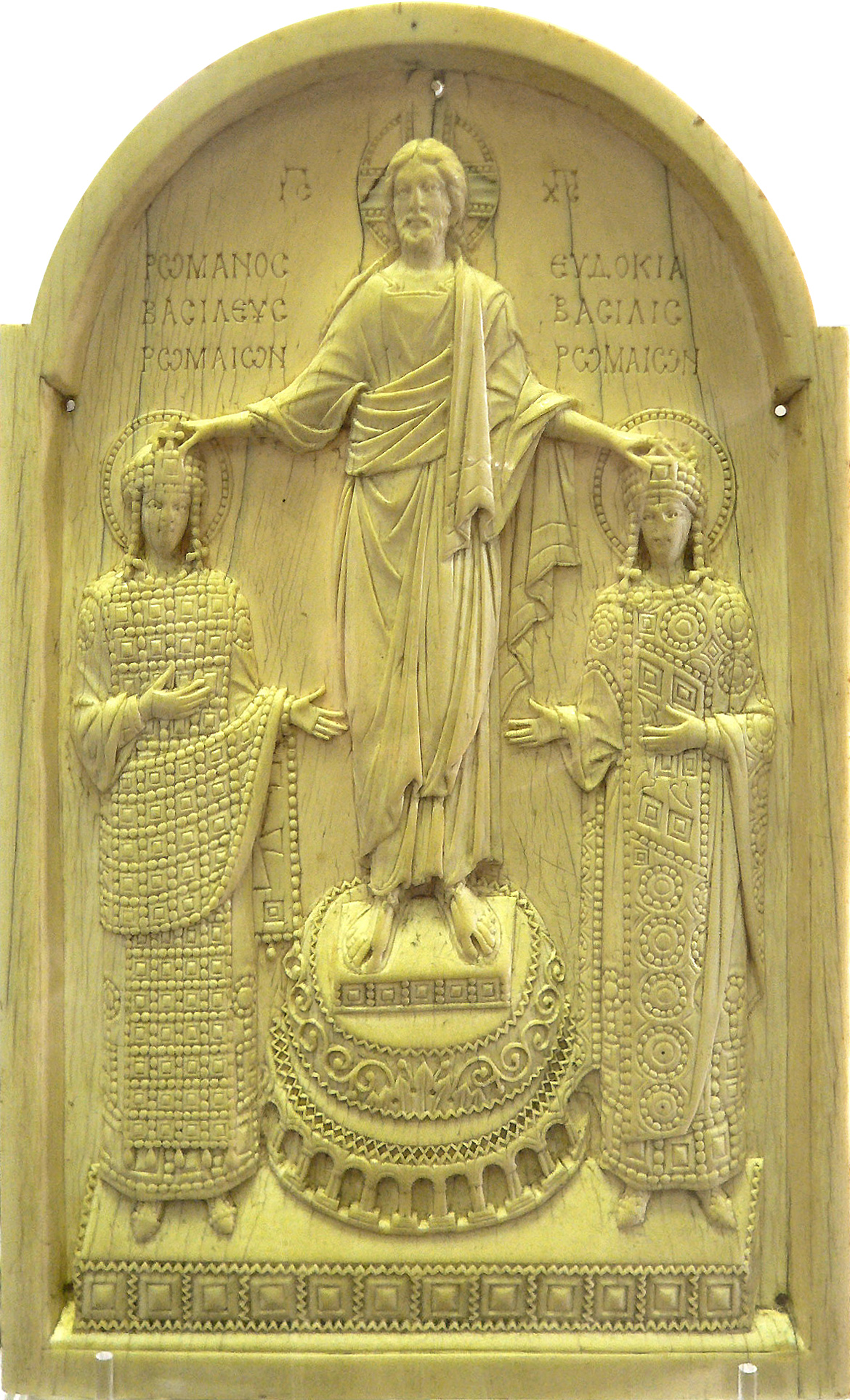
Triptyk av elfenben föreställande Kristus' kröning av Romanos IV Eudokia.